# Sant Esteve de la Sarga
Sant Esteve de la Sarga ist eine katalanische Gemeinde (municipio) mit 127 Einwohnern (Stand: 2024) in der Provinz Lleida im Nordosten Spaniens. Sie liegt in der Comarca Noguera.
Neben dem namensgebenden Hauptort Sant Esteve de la Sarga besteht die Gemeinde aus den Ortschaften L’Agustina, Alsamora, L’Alzina, Beniure, Castellnou de Montsech, La Clua, Estorm, Moror und La Torre d’Amargós.

## Geographische Lage
Sant Esteve de la Sarga liegt etwa 70 Kilometer nordnordöstlich von Lleida in einer Höhe von ca. 875 m. Der Noguera Ribagorzana begrenzt die Gemeinde im Westen.

## Bevölkerungsentwicklung
| Jahr      | 1970 | 1981 | 1991 | 2001 | 2011 | 2021 |
| Einwohner | 259  | 230  | 87   | 112  | 138  | 122  |

## Sehenswürdigkeiten
- Burgruine
- Stephanuskirche in Sant Esteve de la Sarga
- Michaeliskirche in Moror
- Rochuskirche
- Marienkapelle
- Observatorium

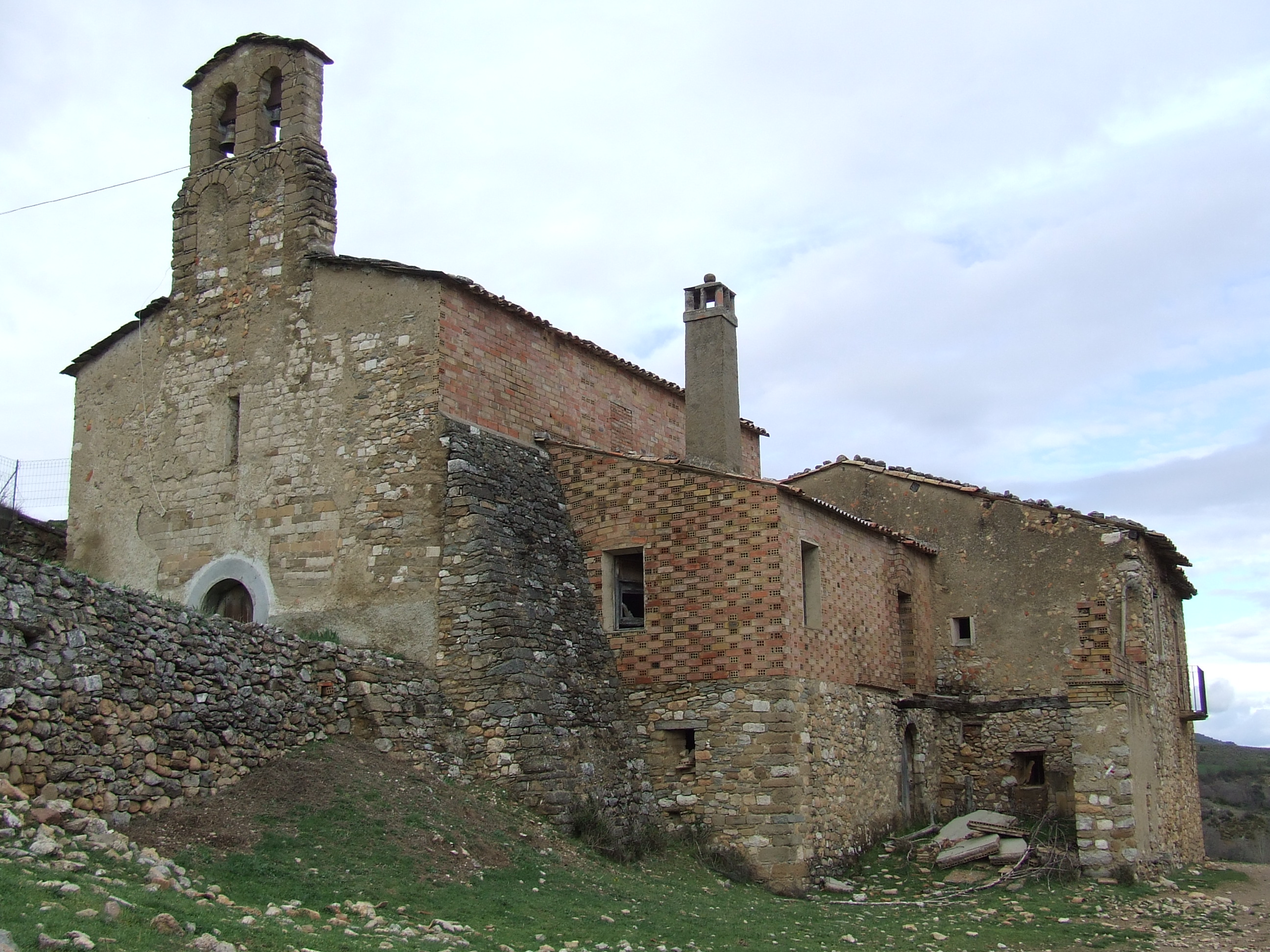
Stephanuskirche
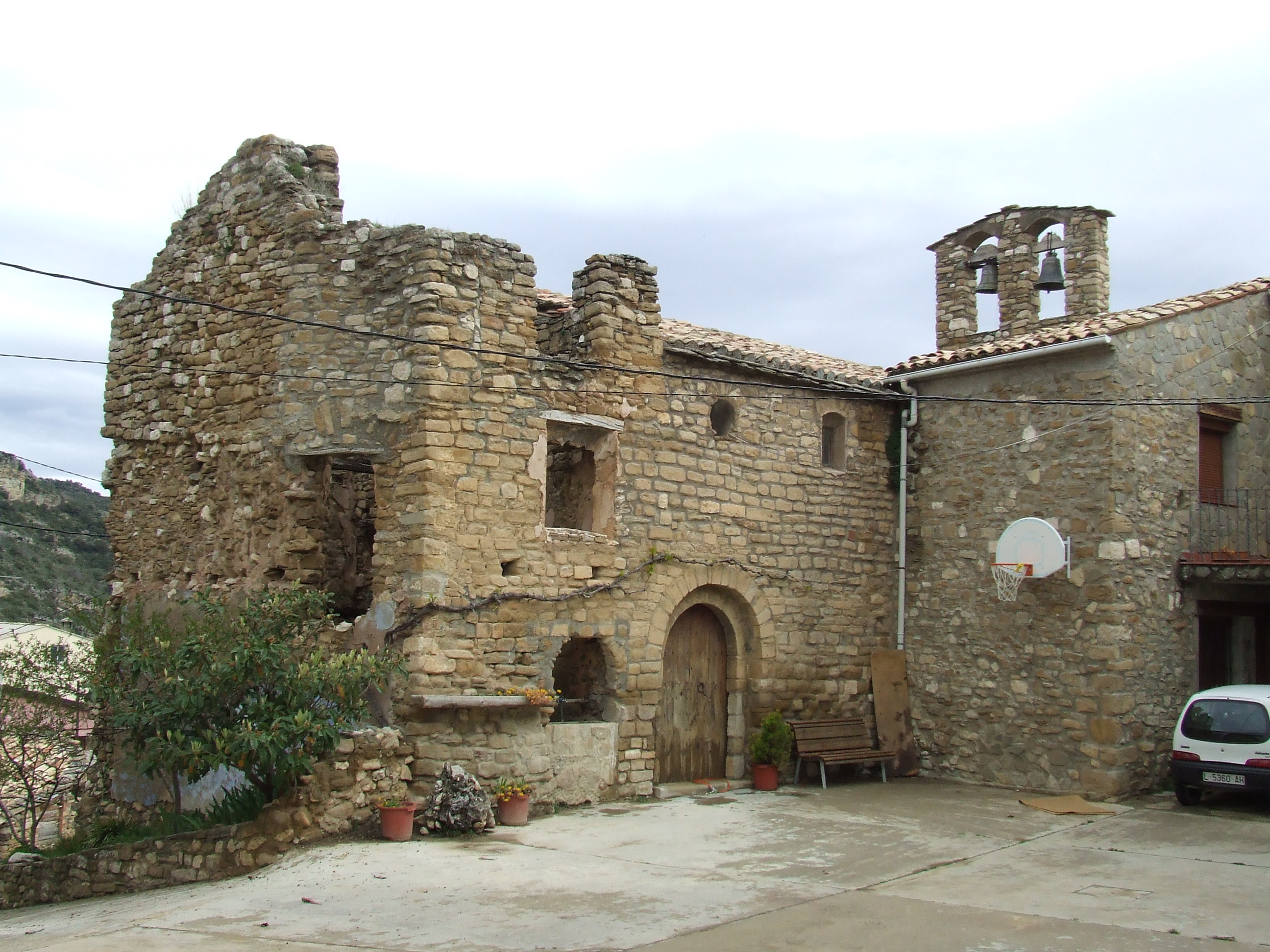
Michaeliskirche
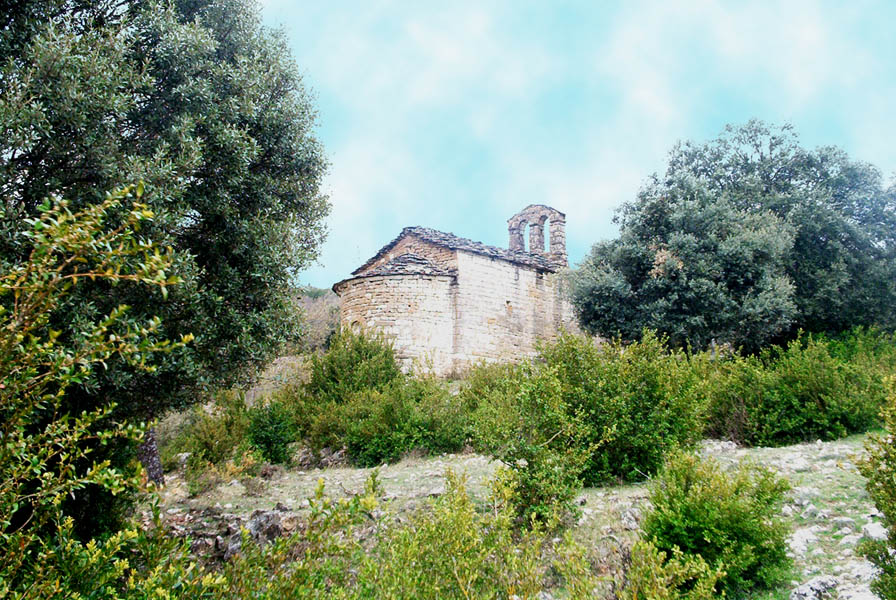
Marienkapelle
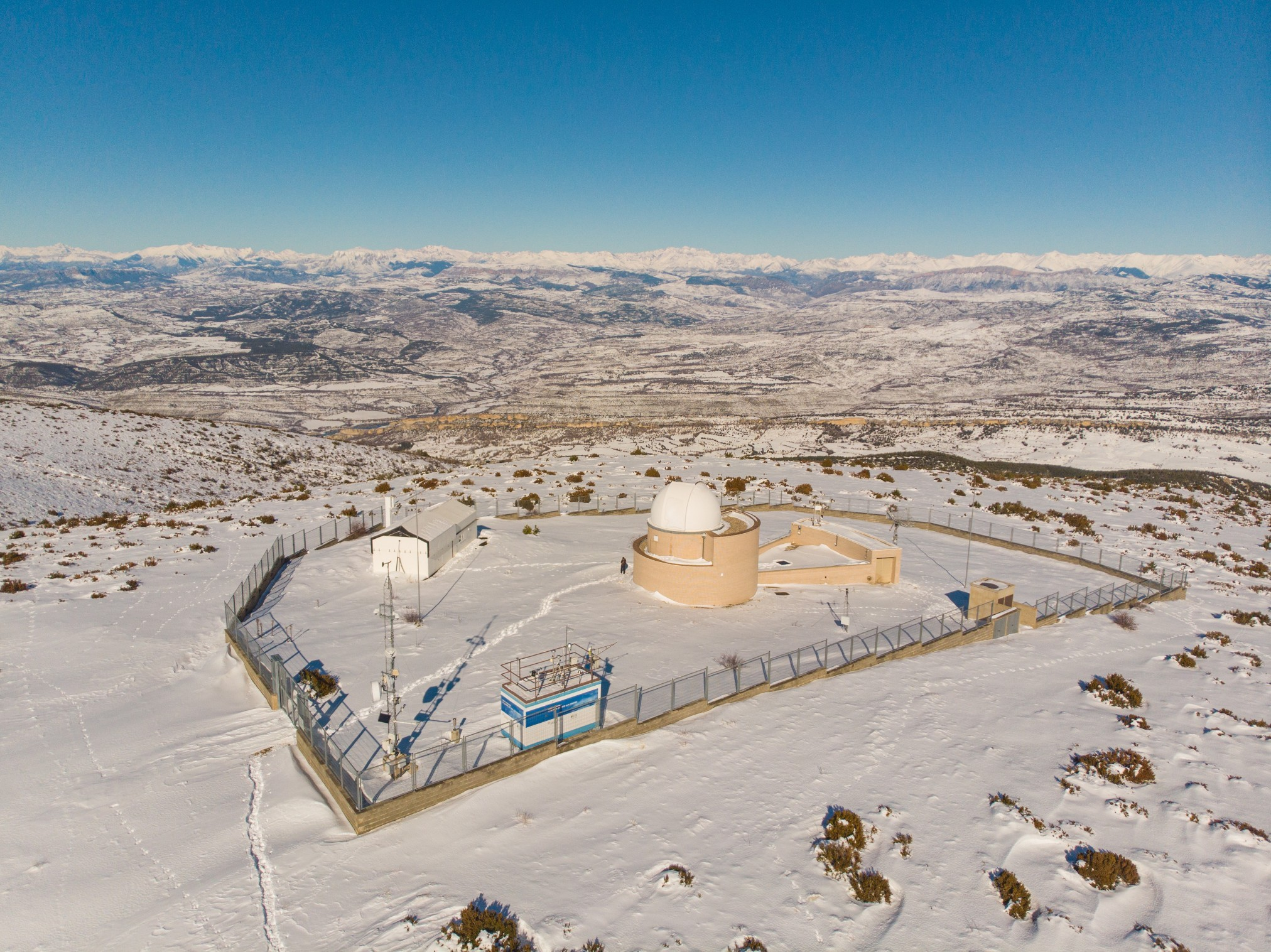
Observatorium

## Persönlichkeiten
- Josep Maria Mauri (* 1941), Generalvikar, Repräsentant des bischöflichen Kofürsten von Andorra